# Andrija Čičin-Šain
Andrija Čičin-Šain (Split, 3. siječnja 1920. – Rijeka, 4. listopada 2009.), hrvatski arhitekt.

## Životopis
Andrija Čičin-Šain rođen je 3. siječnja 1920. u Splitu. Andrija je imao namjeru upisati slikarstvo, ali na sugestiju oca ipak upisuje studij arhitekture u Ljubljani kod profesora Jože Plečnika 1938. Izbor nije požalio, a slikarstvo mu postaje hobi kojim se nastavio baviti kroz čitav život. Zbog ratnih godina prisiljen je prekinuti studije u Ljubljani. Godine 1945. seli s obitelji u Zagreb gdje radi u Ministarstvu građevina po službenoj dužnosti još godinu i tek onda nastavlja studij, ali ne više u Ljubljani već u Zagrebu na Arhitektonskom odsjeku Tehničkog fakulteta, gdje je i diplomirao 1948.
1949. seli u Sarajevo gdje djeluje idućih sedam godina. Od značajnijih realizacija bosanske faze na prvom je mjestu svakako kuća iz Konjica (1952.),  zatim kompleks Điđikovac u Sarajevu (1953.),  dezinsekcijske stanice u Travniku i Mostaru (1951.), školski objekti itd. Sudjeluje na tri natječaja s dva osvojena prva mjesta, a 1955. postaje dobitnikom Godišnje nagrade grada Sarajeva  iz područja umjetnosti i kulture ( s M. Baldasarom) za adaptaciju i prostorno uređenje Muzeja grada Sarajeva. 
Dolaskom 1956. u Rijeku Andrija Čičin-Šain se zaposlio u građevinskom poduzeću "Jadran" kao šef projektantskog odjela.  Uslijedile su i prve realizacije, zgrada Brodomaterijala u samoj gradskoj jezgri (1958.) i niz stambenih zgrada u riječkim naseljima Pećine, Turnić, Ogranak te u Crikvenici, Osijeku, Fažani u Istri (1956. – 1960.). Na tada goruće pitanje stambene izgradnje Čičin-Šain odgovara s nekoliko tipskih stambenih objekata koji su oblikovani krajnjom funkcionalnošću te realizirani minimalnim sredstvima i zbog toga su široko primijenjeni u riječkom prostoru.
Dana 25. prosinca 1958. Čičin-Šain u svom stanu u ulici Ive Marinkovića br.14 otvara riječku podružnicu zagrebačkog Arhitektonsko projektnog biroa "Vincek" s radnom grupom za izradu arhitektonske projektne dokumentacije objekata visokogradnje. Time započinje i službena suradnja Andrije Čičin-Šaina s arhitektom Žarkom Vincekom. Naime, upoznaju se još za vrijeme NOB-a u Dalmaciji, te nakon rata skupa završavaju studij što je nesumnjivo iznjedrilo identične poglede na arhitekturu trenutka. Kreativno nadopunjavanje te Vincekove izvrsne organizatorske sposobnosti rezultirali su plodnom i dugotrajnom suradnjom koja će bitno obilježiti Čičin-Šainovo stvaralaštvo. S obzirom na to da se u ono vrijeme na privatnike i sve što miriše na kapitalizam nije gledalo s pretjeranom naklonošću, uslijedilo je ukidanje Čičin-Šainove podružnice Vincekova ″Arhitektonskog studija″ 1963. godine ( naime biro "Vincek" mijenja naziv u ″Arhitektonski studio- AS″, koncem 1962.).
Iste godine pozivaju ga u Građevno projektni zavod Rijeka za koji projektira svoj prvi značajniji turistički objekt, hotel Adriatic u Opatiji (1963.). Ubrzo obnavlja suradnju s Vincekom i ″Arhitektonskim studijem″ iz Zagreba preko kojeg dolazi do narudžbi i biva pozivan na natječaje, te kojem povjerava izradu izvedbenih projekata u slučaju realizacije. Unutar kolektiva ″Arhitektonskog studija″ koji je prvenstveno bio usmjeren gradnji školskih ustanova (200-tinjak realiziranih školskih objekata između 1955. i 1977.) Čičin-Šain se specijalizirao za turističku arhitekturu. Kreiranju turističkih objekata pristupa s najviše interesa, senzibiliteta i stvaralačkog zanosa, za očekivati je stoga da s njima postiže najviše uspjeha i afirmacije. Pobjeđuje na dva javna natječaja, 1968. za hotel Libertas ( realiziran 1974.) i 1969. za hotel Palace ( realiziran 1972.), oba u Dubrovniku. Gradi hotel Jadran u Njivicama (1966.),  hotel Lero u Dubrovniku (1969.) zatim turističko naselje "Villas Rubin" ( naziva se još ″Polari″) kraj Rovinja (1969. – 1979.), projektira još niz turističkih objekata i naselja koja na žalost nisu naišla na razumijevanje investitora stoga ostaju nerealizirana. 
Pored Žarka Vinceka, kao suradnici na njegovim projektima često se pojavljuju Zdenka Rabotić, Spomenka Maretić, Ljerka Saw, Zdenko Sila, Vojo Kalavaris, Dunja Čičin-Šain (kći Andrije Čičin-Šaina), te slikar Raul Goldoni kao projektant interijera. Od 1969. predaje projektiranje na Višoj tehničkoj građevinskoj školi i Fakultetu graditeljskih znanosti u Rijeci.
U mirovinu odlazi 1982. godine. Dobitnik je nagrade "Viktor Kovačić" za životno djelo 2003. godine.

## Karijera

### Stambena arhitektura
U ovom segmentu Andrija Čičin-Šain je relativno malo poznat, iako su neka od njegovih djela i danas primjeri moderne stambene arhitekture. Dobar pimjer toga je stambeni kompleks u Konjicama izgrađen 1952. Objekti Čičin-Šaina rađeni su u potpunoj podređenosti prirodnom i tradicijskom ambijentu te samom čovjeku, njegovim potrebama i navikama. Najuspjelija je svakako privatna kuća iz Konjica koja preuzima formu tradicionalnog bosanskog doksata- konzolno izbočene lođe ili čitavog kata. Naglašena vodoravnost kubičih formi, četveroslivni krov, prizemlje od kamenih oblutaka koje Neretva u blizini taloži, pouke su koje je Čičin-Šain znao izvući iz prirode i ambijenta Konjica. Maksimalno pročišćenim linijama, funkcionalnošću te govorom materijala umjesto dekora to je bitno suvremena arhitektura. Fotografija moderne kuće u ruralnoj sredini s magarcem je davne 1952. obišla cijeli svijet i dugo je vremena bila uzor kako kombinirati tradicionalnu sa suvremenom arhitekturom. 
Andrija Čičin-Šain je projektirao još niz stambenih projekata od kojih su među poznatijima stambena naselja Pećine u Rijeci, ali njegov interes je uvijek bio usmjeren više u javnu, te posebice u turističku arhitekturu. Kao što je i sam bio rekao, udovoljavanje zahtjevima privatnog investitora guši kreativnost arhitekta.

### Javna arhitektura
Kao i kod stambene arhitekture, i s javnom se počeo baviti tijekom ranijih projektantskih dana u Bosni. Najpoznatije djelo u Bosni je muzej grada Sarajeva. Čičin-Šain u suradnji s tehničarkom Mirjam Baldasar 1955. godine radi rekonstrukciju i postav izložbe Muzeja grada Sarajeva. Dizajn postava maksimalno je pojednostavljen i funkcionalan kako bi komunikacija s izlošcima bila što neposrednija. Centralna izložbena dvorana organizacijom prostora evocira atrij koji se nalazi u njenoj neposrednoj blizini. Ostakljenu kvadratnu vitrinu koja vizualno probija strop u sredini ( parafraza otvorenog dijela atrija ) okružuju plosnati nosači iskorišteni za izlaganje slikovnih ilustracija te, u još širem krugu, perimetralni zidovi s kontinuiranim nizom ugradbenih staklenih vetrina (sl. 43. ). Iste je 1955. godine Andriji Čičin-Šainu i njegovoj suradnici M. Baldasar za realizaciju Muzeja grada Sarajeva, dodijeljena godišnja Prvoaprilska nagrada grada Sarajeva za najbolje djelo iz područja umjetnosti i kulture.
Zgrada Brodomaterijala je prvo djelo koje je Čičin-Šain realizirao po dolasku u Rijeku. Smještena je u staroj gradskoj jezgri te oblikovana krajnje funkcionalno i minimalnim sredstvima. Naime, Čičin-Šain je u tom prvom riječkom periodu, kako i sam kaže, bio u potpunosti zaokupljen iznalaženjem najjeftinijih arhitektonskih rješenja, stoga puno eksperimentira s građevnim tehnikama i jeftinim materijalima otkrivajući ujedno i njihove oblikovne i estetske vrijednosti. Zgrada Brodomaterijala kubičnog je oblika raščlanjena kontinuiranim nizovima prozora i vertikalnim plošnim profilima čime se stvara pravilna mreža rastera. Prizemlje je blago uvučeno i rastvoreno stupovima. Pri izradi stupova Čičin-Šain po prvi put koristi azbestne cijevi za kanalizaciju umjesto oplate, što je bilo jeftinije i ujedno je rezultiralo neobičnom završnom epidermom stupova. Zgradu Brodomaterijala, danas zgradu Zagrebačke banke, ne možemo vidjeti u izvornom obliku jer je unatrag par godina dobila novo ruho. Sve profilacije uklonjene su u korist glatke fasade žute boje s apliciranom mrežom željeznih škura, dok su stupovi obučeni u mramor.
Od poznatijih objekata u tom opusu je još dom umirovljenika Kantrida u Rijeci i uređenje pročelja Doma Zdravlja u Rijeci.

### Turistička arhitektura
Ono po čemu je Andrija Čičin-Šain najprepoznatljiviji je zasigurno turistička arhitektura. Njome se počeo baviti u kasnijoj fazi svojeg stvaralaštva, i to većinom sa suradnicima iz poznatog zagrebačkog projektantskog biroa Vincek. Od svih radova koje je napravio, kapitalno djelo je bio hotel Adriatic u Opatiji, Libertas u Dubrovniku te Villas Rubin, apartmansko naselje u Rovinju. 
„Adriatic“ je prvi hotel građen u Opatiji nakon austrougarske vlasti. Zamišljen je kao dogradnja postojećem starijem ugostiteljskom objektu s 400 ležajeva A kategorije i restoranom kapaciteta od 600 posjetitelja. U okruženje historicističke i secesionističke gradnje s prijelaza prošlog stoljeća, hotel ″Adriatic″ unosi jednu bitno novu i izmijenjenu estetiku, estetiku racionalizma ″internacionalnog stila″. Hotel ″Adriatic″ izveden je kao kombinacija masivnog, soliternog smještajnog dijela te dvoetažnog, vodoravno usmjerenog restorana s recepcijom. Smještajni dio sastoji se od osam etaža, a svaka etaža od dvotraktnog niza soba širine 3 metra. Soba hotela ″Adriatic″ prihvaćena je od turističkih stručnjaka kao novost u hotelijerstvu. Pored kupaonice i prostora s ležajevima, sobi je dodan i prostor za boravak s izlazom na balkon (Sl. 62). Nazvana ″poluapartman″, takva je izdužena soba primijenjena kod mnogih kasnije izgrađenih hotela na Jadranu. Oblikovanje smještajnog solitera je krajnje utilitarano; rešetkom balkonskih otvora u potpunosti su rastvorene sjeverna i južna fasada, dok su bočne (istočna i zapadna) zatvorene izuzev centralne staklene vertikale koja osvjetljava hodnike. 
Objekt recepcije i restorana prostran je dvoetažni ambijent staklene zidne opne, bez pregradnih zidova. Uređenje interijera je izuzetno uspjelo; pod od bijelog mramora s redovima tankih crnih potpornjih stupova u cijeloj dužini prostora,  stepenište od crne metalne konstrukcije i lebdećih mramornih stepenica te pozadina recepcije obučena u kamen i ogledalo koje vizualno povećava prostor... sve su to vrhunski usklađeni detalji jednog ″crno- bijelog svijeta″ koji je potpuno dematerijaliziran, prozračan, i što je najbitnije, ugodan.
Suradnici arhitekta Čičin-Šaina prilikom projektiranja hotela ″Adriatic″ su: Mate Senjanović, Zdenka Robotić, Krešimir Fišćur, Danka Dorr, Višnja Blažević, Ivan Pavlić.
Godine 1971. godine pored hotela ″Adriatic″ izgrađen je hotel ″Adriatic II″ arhitekta Branka Žnidareca.
Hotel Adriatic je danas potpuno izmijenjena izgleda, obnovljen je i dograđen .
1968. godine raspisan je uži i anonimni natječaj za izradu idejnog rješenja novog hotela Ugostiteljskog školskog centra Dubrovnik. Pozvani su poznati arhitekti, već afirmirani u projektiranju hotela: Zdravko Bregovac iz Opatije, Andrija Čičin-Šain iz Rijeke, Julije De Luca i Vjenceslav Richter iz Zagreba, Mladen Frka i Tihomir Ivanović iz Dubrovnika. Dakle, od šest pristiglih natječajnih radova pobjedu odnosi rad Andrije Čičin –Šaina i njegova suradnika Žarka Vinceka. U izvještaju ocjenjivačkog suda navodi se da je rad Čičin-Šaina postigao vrlo povoljno pejzažno-arhitektonsko uklapanje objekta u izuzetno delikatnu lokaciju, što je prema mišljenju ocjenjivačkog suda bio glavni problem natječaja. Naime, lokacija je delikatna jer se nalazi na padini uskog obalnog pojasa na zapadnoj strani uvale Boninovo,u tipičnom dubrovačkom ambijentu definiranom karakterom postojeće gradnje i izrazitom reljefnošću terena. Osnovna ideja Čičin-Šainova rada otvara nov pristup rješavanju osjetljivih lokacija i daje nov stav za uklapanje objekata velikih kapaciteta u jadranski pejzaž.
Hotel Libertas izveden je kao cjelovito djelo, kao zamisao koju je Čičin-Šain sa suradnicima promišljao od grubih početaka pa do najsitnijih završnih detalja. Stoga je hotel Libertas jedan je od prvih primjera ″gesamtkunstwerk-a″ u našoj turističkoj gradnji. Projekt interijera i opreme potpisuje slikar Raul Goldoni sa studentima Akademije Eugenom Kokotom i Fadilom Vejzovićem- danas afirmiranim umjetnicima. Naime Andrija Čičin-Šain krenuo bi s nekim osnovnim smjernicama za oblikovanje interijera koje bi slikar Goldoni sa svojim suradnicima nastavio pažljivo razrađivati. Hotel je izveden kompletno od betonskih površina koje Čičin-Šain odbija prekriti žbukom, već prepoznavši estetsku vrijednost betona kao materijala, naručuje za njih kod Goldonija reljefe.
Optimalno pomirenje velikog sadržaja i kapaciteta od 400 ležajeva s osjetljivošću lokacije ostvareno je dispozicijskom shemom amfiteatralnog stupnjevanja s ulazom i društvenim prostorijama u gornjim etažama te smještajnim kapacitetima postepeno spuštanim prema moru kaskadama, maksimalno poštujući konfiguraciju terena. Ispred svake sobe predviđena je terasa s vrtom na suncu tako da je čitavo pročelje prekriveno vrtovima čije zelenilo u slapovima pada niz školjku amfiteatra. Objekt, osim zelenila uz sobe, uvlači u svoje tijelo dvije velike plohe prirodnog zelenila što rezultira vrlo povoljnom simbiozom s prirodnim ambijentom te razbija masivnost kompleksa. Općenito je velika pažnja posvećena zelenilu, pri čemu se odabire isključivo autohtono zelenilo koje ima i estetsku kvalitetu, a ne izaziva pretjerane troškove nabave i održavanja. Nacrt hortikulturnog rješenja hotela projektirala je Lela Rotković.
Nažalost, tijekom domovinskog rata Hotel je u znatnoj mjeri devastiran. Danas je u postupku potpuna sanacija i renovacija, koja bi hotelu morala donijeti nekadašnji sjaj.
Tri kilometra južno od Rovinja, na izvanredno razvedenoj obali, prostorno- urbanističkom valorizacijom određena je lokacija novog turističkog naselja nazvanog prema starom nazivu ″Polari″. Teren namijenjen izgradnji novog turističkog naselja i kampa gotovo je ravan i prostire se prema unutrašnjosti bez većih uzvisina stoga zahtijeva niske, isključivo jednokatne i dvokatne objekte. Povijest toga kraja obilježena je poljoprivredom, uzgojem [maslina], vinove loze i ostale mediteranske vegetacije koja je nerazdruživo rasla s istarskim gradom na obali ili selom u unutrašnjosti, te će na isti način postati sastavni dio Čičin-Šainova novog turističkog naselja.  Da bi se sačuvale stare [maslina|masline], koje predjelu ″Polari″ daju mediteranski karakter, naselje je od obale udaljeno oko 100 metara. Predviđeno je da cijeli slobodan priobalni pojas služi isključivo za dnevni boravak, rekreaciju i razonodu gostiju na plažama, za lučicu, bazen i igrališta. Kompleks turističkog naselja zelenilom je odijeljen od kampa i koncipiran kao samostalna aglomeracija sa svim potrebnim pratećim objektima u centru, s posebnom recepcijom, servisima i mrežom unutrašnjih kolih i pješačkih komunikacija.   
Glavna recepcija naselja smještena je u adaptiranom seoskom objektu karakteristične istarske arhitekture. Pješački put kroz maslinik uređen kao park povezuje recepciju sa središtem naselja. Središte naselja sastoji se od dva ambijentalna trga. Prvom, manjem trgu pristupa se kroz nadsvođeni prolaz, a okružuju ga turistička agencija, mjenjačnica, punktovi za informacije, prodavaonica suvenira, cvjećarnica, parfumerija frizerski salon i samoposluga. Drugi trg je veći, sa širim otvorom prema moru te okružen nacionalnim, ribljim i mliječnim restoranima i prostorijama za igru. Na trgu je smješten i poseban toranj sa satom kao dominantna vertikala cijelog naselja. Središnja pješačka arterija se s nekoliko širokih stepenica spušta s trga prema obali, prolazi maslinikom pored otvorenog plivačkog bazena i završava na obalnom šetalištu najatraktivnijim sadržajima naselja -  plažom, sportskom lučicom, snack barom s terasom za ples itd.
Smještajni kapaciteti turističkog naselja ″Polari″ bez kampa iznose oko 3000 ležajeva. Smještajni objekti razlikuju se po tome jesu li prizemni i slobodnostojeći ( vile tipa ″D) ili su smješteni na više etaža- najviše tri ( tipovi  ″A″, ″B″, ″C″, ″E ″),  prema broju ležajeva i uključuju li kuhinju. Unatoč tome objekti su skoro tipizirani, atrijskog tipa gdje svaka soba ima mali vlastiti vrt- atrij koji je sa svih strana ograđen zidom visokim 2 metra i jamči potpunu intimnost i izolaciju kako od ulice tako i od susjeda. Princip organizacije soba s terasama na tri etaže najbolje je objašnjen na slikama koja dolazi iz ruku samog arhitekta Čičin-Šaina. 

## Vanjske poveznice
- Čičin-Šain, Andrija Hrvatska tehnička enciklopedija, portal hrvatske tehničke baštine. LZMK